# فریگیت کلاس بای
فریگیت کلاس بای (به انگلیسی: Bay-class frigate) یک کلاس از کشتی است که طول آن ۲۸۶ فوت (۸۷ متر) می‌باشد.